# Lim Seung-gyeom
Lim Seung-gyeom (sinh ngày 26 tháng 4 năm 1995) là một cầu thủ bóng đá người Hàn Quốc. Anh thi đấu cho Nagoya Grampus.

## Sự nghiệp
Lim Seung-gyeom gia nhập câu lạc bộ tại J2 League Nagoya Grampus năm 2017.